# Strzelce (gmina w województwie opolskim)
Strzelce – dawna gmina wiejska istniejąca w latach 1945–1954 w woj. wrocławskim i woj. opolskim (dzisiejsze woj. opolskie). Siedzibą władz gminy były Strzelce.
Gmina Strzelce powstała po II wojnie światowej na terenie tzw. Ziem Odzyskanych (tzw. II okręg administracyjny – Dolny Śląsk). 28 czerwca 1946 gmina – jako jednostka administracyjna powiatu namysłowskiego – weszła w skład nowo utworzonego woj. wrocławskiego. 6 lipca 1950 gmina wraz z całym powiatem namysłowskim weszła w skład nowo utworzonego woj. opolskiego.
Według stanu z 1 lipca 1952 gmina składała się z 8 gromad: Domaszowice, Dziedzice, Gręboszów, Polkowskie, Strzelce, Włochy, Woskowice Górne i Woskowice Małe. Gmina została zniesiona 29 września 1954 wraz z reformą wprowadzającą gromady w miejsce gmin. Jednostki nie przywrócono 1 stycznia 1973 wraz z kolejną reformą reaktywującą gminy, a jej dawny obszar wszedł głównie w skład nowej gminy Domaszowice.
Nie mylić z gminą Strzelce Opolskie.